# Liste der Biografien/Heni
Liste der Biografien |
Portal Biografien |
Personensuche
# |
A |
B |
C |
D |
E |
F |
G |
H |
I |
J |
K |
L |
M |
N |
O |
P |
Q |
R |
S |
T |
U |
V |
W |
X |
Y |
Z |
?
 
Ha |
Hd |
He |
Hi |
Hj |
Hk |
Hl |
Hm |
Hn |
Ho |
Hr |
Hs |
Ht |
Hu |
Hv |
Hw |
Hy
 
Hea |
Heb |
Hec |
Hed |
Hee |
Hef |
Heg |
Heh |
Hei |
Hej |
Hek |
Hel |
Hem |
Hen |
Heo |
Hep |
Heq |
Her |
Hes |
Het |
Heu |
Hev |
Hew |
Hex |
Hey |
Hez
 
Hena |
Henb |
Henc |
Hend |
Hene |
Henf |
Heng |
Henh |
Heni |
Henj |
Henk |
Henl |
Henm |
Henn |
Heno |
Henq |
Henr |
Hens |
Hent |
Henu |
Henv |
Henw |
Heny |
Henz
Die Liste der Biografien führt alle Personen auf, die in der deutschsprachigen Wikipedia einen Artikel haben. Dieses ist eine Teilliste mit 31 Einträgen von Personen, deren Namen mit den Buchstaben „Heni“ beginnt.

## Heni
- Heni, Clemens (* 1970), deutscher Politikwissenschaftler und Publizist

### Henic
- Henichius, Johannes (1616–1671), lutherischer Theologe

### Henie
- Henie, Sonja (1912–1969), norwegische EiskunstläuferinSonja Henie (1912–1969)

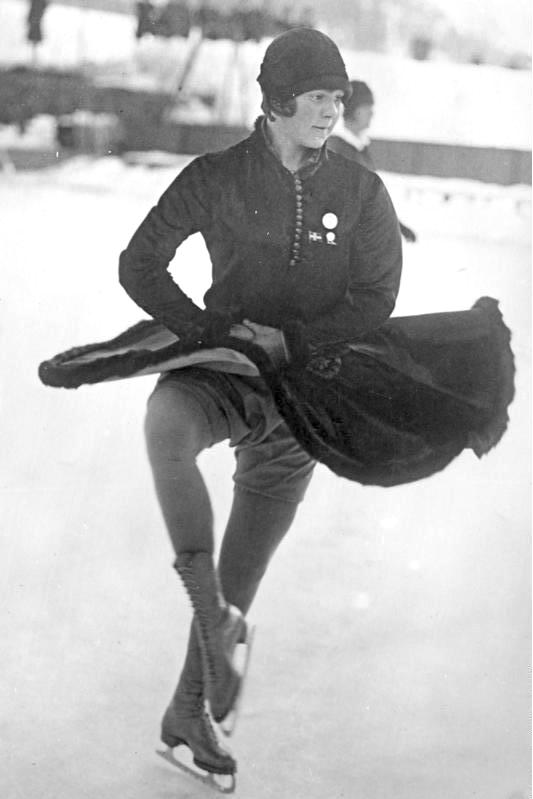
Sonja Henie (1912–1969)

- Henie, Wilhelm (1872–1937), norwegischer Bahnradsportler

### Henig
- Henig, Andreas (* 1988), deutscher Straßenradrennfahrer
- Henig, Elisha (* 2004), US-amerikanischer Schauspieler
- Henig, Helmut (1921–1996), deutscher Fußballspieler
- Henig, Ruth, Baroness Henig (1943–2024), britische Historikerin und Politikerin (Labour)
- Henig, Sheila (1934–1979), kanadische Pianistin und Sängerin
- Henigan, James (1892–1950), US-amerikanischer Cross- und Marathonläufer
- Henighan, Craig, kanadisch-US-amerikanischer Sound Editor und Toningenieur
- Henighan, Stephen (* 1960), kanadischer Journalist, Schriftsteller und Übersetzer deutscher Herkunft
- Henigman, Nik (* 1995), slowenischer Handballspieler

### Henij
- Henijusch, Laryssa (1910–1983), belarussische Dichterin und Schriftstellerin

### Henik
- Henikl, Lukas (* 2003), österreichischer Fußballspieler
- Henikstein, Alfred von (1810–1882), österreichischer Feldmarschallleutnant
- Henikstein, Joseph von (1768–1838), österreichischer Bankier und Kunstmäzen

### Henin
- Hénin, Isabel (* 1973), deutsche Diplomatin
- Hénin, Jacky (* 1960), französischer Politiker, MdEP
- Hénin, Jean V. de (1499–1562), Comtes de Boussu
- Henin, Justine (* 1982), belgische TennisspielerinJustine Henin (* 1982)

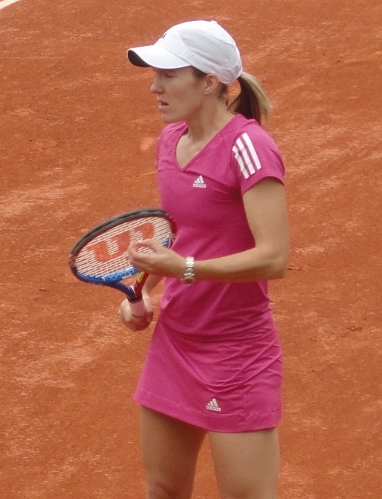
Justine Henin (* 1982)

- Henin, Louis (* 1894), belgischer Turner
- Hénin-Liétard d’Alsace-Boussu de Chimay, Thomas Philippe Wallrad d’ (1679–1759), flämischer Geistlicher, Erzbischof von Mecheln und Kardinal
- Hénin-Liétard, Maximilien de (1542–1578), Statthalter

### Heniq
- Henique, Mélanie (* 1992), französische Schwimmerin

### Henis
- Henisch, Georg (1549–1618), Humanist, Pädagoge, Mediziner und Lexikograph
- Henisch, Heinz Kurt (1922–2006), deutsch-amerikanischer Wissenschaftler, Physiker, Fotograf und Autor
- Henisch, Karl Franz (1745–1776), deutscher Schauspieler und Librettist
- Henisch, Peter (* 1943), österreichischer Schriftsteller, Liedtexter und Journalist

### Heniu
- Henius, Carla (1919–2002), deutsche Opernsängerin (Mezzosopran), Musikwissenschaftlerin und Gesangspädagogin

### Heniz
- Henize, Karl Gordon (1926–1993), US-amerikanischer Astronaut